# Osenberg (Breckerfeld)
Osenberg ist ein Ortsteil von Breckerfeld im Ennepe-Ruhr-Kreis im Regierungsbezirk Arnsberg in Nordrhein-Westfalen (Deutschland).

## Lage und Beschreibung
Osenberg liegt im Südwesten des Breckerfelder Stadtgebietes an der Stadtgrenze zu Halver und Radevormwald an der Ennepe-Vorsperre der Ennepetalsperre. Die Nachbarorte sind die Halveraner Ortschaften Osenberg, Kamscheid, Oberbuschhausen und Dörnen sowie Schlechtenbeck und Wellershausen (beide zu Radevormwald).
Der Ort ist über eine Straße zu erreichen, die bei Niederennepe von der Bundesstraße 229 abzweigt und die Ortschaften im Ennepetal anbindet. Da der Ort an der Stauwurzel der Ennepetalsperre liegt, ist die Zufahrt aus Wasserschutzgründen nur für Anlieger gestattet.
Als südlichster Ort in Breckerfeld ist Osenberg zugleich der südlichste Ort im Ruhrgebiet, dem Breckerfeld durch seine Zugehörigkeit im Regionalverband Ruhr politisch angehört.

## Geschichte
Osenberg  wurde erstmals 1462 urkundlich erwähnt, die Entstehungszeit der Siedlung wird aber auf dem Zeitraum zwischen 900 und 1050 infolge des fränkisch-karolingischen Siedlungsbaus vermutet. Osenberg war im 14./15. Jahrhundert ein Sattelhof. Bei Osenberg querte eine Altstraße von Radevormwald nach Breckerfeld die Ennepe. Hohlwegspuren haben sich dort im Gelände bis heute erhalten.
Von der Siedlung sind aufgrund des Baus der Ennepetalsperre nur wenige Gebäude erhalten – eines davon wird heute als Forsthaus genutzt –, die unmittelbar an dem Damm Ennepe-Vorsperre liegen. Dort befand sich auch auf der gegenüberliegenden rechten Seite der Ennepe die seit 1367 beurkundete Osenberger Mühle. 1823 wurde ein paar hundert Meter flussaufwärts die Osenberger Pulvermühle gegründet, deren Standort heute als Halveraner Ortsteil Osenberg definiert ist.
Über Jahrhunderte lag Osenberg an der durch die Ennepe gebildete Grenze zwischen dem Herzogtum Berg und der Grafschaft Mark auf bergischer Seite und gehörte bis 1928 zu Radevormwald, wurde dann aber mit dem übrigen unmittelbaren Einzugsgebiet der Ennepetalsperre in Breckerfeld eingemeindet.